# Tachi Indijanci
Tachi, jedno od najjačih plemena Yokuts Indijanaca, porodica Mariposan, naseljeni nekada na ravnicama sjeverno od jezera Tulare i njegov rukavac Fish Slogh u Kaliforniji. Prema Swantonu njihov teritorij se proteže sve do Mount Diabla u lancu Coast Range, uključujući ovdje sela Udjiu, Walna, Colon (Huron), Chi (zapadno od Heinlena) i Waiu (na Mussel Sloughu). 
Alexander Taylor, član ovog plemena, kaže da je pleme Tachi, kao neofiti, podijeljeno između misija San Antonio i Dolores ili San Francisco. Plemena Tatché i Telamé spominje Shea kao pleme koje govori jezikom San Antonio, salinan-dijalektom, jezikom Antoniaño Indijanaca. Ova Tatché i Telamé plemena u stvari su Tachi i Telamni koji su se našli na tamošnjoj misiji.
Danas žive na rezervatu Santa Rosa Rancheria.

## Vanjske poveznice
- The Tachi Yokut Indians  Arhivirana inačica izvorne stranice od 17. kolovoza 2014. (Wayback Machine)